# Rhyothemis imperatrix
Rhyothemis imperatrix is een libellensoort uit de familie van de korenbouten (Libellulidae), onderorde echte libellen (Anisoptera).
De wetenschappelijke naam Rhyothemis imperatrix is voor het eerst geldig gepubliceerd in 1887 door Selys.